# زوفیا لیندورفوونا
زوفیا لیندورفوونا (لهستانی: Zofia Lindorfówna؛ زادهٔ ۱۲ فوریه ۱۹۰۵–۳ ژانویه ۱۹۷۵) که با نام زوفیا لیندورف (لهستانی: Zofia Lindorf) هم شناخته می‌شود، بازیگر اهل لهستان بود.
از فیلم‌هایی که وی در آن‌ها نقش داشته‌است، می‌توان به هالکا و سه قلب اشاره نمود.